# Ledtjärnen (Ragunda socken, Jämtland, 700826-153645)
Ledtjärnen är en sjö i Ragunda kommun i Jämtland och ingår i Ångermanälvens huvudavrinningsområde.